# Симсон, Андрей
Андрей Симсон (англ. Andrew Simpson) — капитан 1-го ранга, англичанин на русской службе.

## Биография
При Петре Великом принят на службу капитаном 1 мая 1703 года и послан в Воронеж;
В 1704 году переведён на Олонецкую верфь, где вступил в командование шнявой «Св. Иоахим», на которой в следующем году участвовал в обороне Кроншлота.
В 1706—7 годах, командуя кораблем «Петербург», находился в эскадре вице-адмирала Крюйса у Кроншлота, а в августе 1707 года был послан парламентером на прибывший к Кроншлоту шведский фрегат.
В 1710 году, командуя бомбардирским кораблём, участвовал в конвоировании весной к Выборгу транспорта судов с провиантом для гарнизона.
В 1711 году командирован в Тавров на изготовляемый для перехода в Азов корабль «Спящий лев», но с апреля по август командовал кораблем «Уния» в эскадре Крюйса. По заключении мира с турками, после Прутского похода, был назначен командиром корабля «Ластка»; с ним пошли корабль «Гото Предестинация» и две шнявы, которые должны были, обогнув Европу, пойти в Санкт-Петербург, но в Константинополе все 4 судна были задержаны Портой, а потому, согласно воле царя, проданы Симпсоном за 26 167 золотых венецейских.
В 1712 году, ещё будучи в Константинополе, Симсон был арестован турками, но вскоре освобождён и отправился через Англию в Россию.
Произведенный в капитаны 1 ранга, прибыл в августе 1713 года в Архангельск, где принял в командование корабли «Архангел Гавриил» и «Рафаил», с которыми в октябре вышел из Архангельска и пошел в Балтийское море, но на пути зазимовал в Норвегии, потерял почти половину команды умершими и беглыми.
В июне 1714 года прибыл в Ревель, где вступил в состав находившегося там флота.
В 1715 году, крейсировал у Дагерорта, а 26 ноября уволен из русской службы.

### Комментарии
1. ↑  В русской транслитерации также встречаются варианты использования имён Андрис и Генрих[1].